# Yang Jinghui
Yang Jinghui (chiń. 楊景輝; pinyin Yáng Jǐnghuī ur. 15 maja 1983) – chiński skoczek do wody. Złoty medalista olimpijski z Aten.
Zawody w 2004 były jego jedynymi igrzyskami olimpijskimi. Po złoto sięgnął w skokach synchronicznych z wieży dziesięciometrowej, partnerował mu Tian Liang. W tej samej konkurencji zdobył srebro na mistrzostwach świata w 2005, tym razem wspólni z Hu Jia.